# Tử Phác
Tử Phác (31 tháng 12 năm 1923 – 1982) là một nam nhà văn, nhà thơ, nhạc sĩ Việt Nam, tác giả bài Tiếng hát quay tơ nổi tiếng đã ra mắt năm 1949. Ông là một trong những nhân vật trụ cột của Phong trào Nhân Văn – Giai Phẩm.

## Tiểu sử
Tử Phác tên thật là Nguyễn Văn Kim, bút danh Nguyễn Anh Chấn, sinh ngày 31 tháng 12 năm 1923, nhà ở phố Hàng Giấy, khu chợ Đồng Xuân, Hà Nội. Thời niên thiếu, ông thường viết nhạc cùng Lương Hàm Châu (cháu của Lương Văn Can trong Đông Kinh Nghĩa Thục). Theo Lương Ngọc Trác, Tử Phác vốn xuất thân từ gia đình quan lại thời phong kiến, ông nội ông từng làm quan lớn cho nhà Nguyễn và đã đầu hàng Quân đội Pháp. Cha ông sau khi du học phương Tây về Hà Nội thì nhậm chức Tham tá lục lộ. Mẹ ông là Trương Tần Phác, hậu duệ của Trương Định. Bút danh Tử Phác có nghĩa là con của bà Phác.
Năm 1945, ông tham gia Chiến tranh Đông Dương và sau đó thì được kết nạp vào Đảng Cộng sản Việt Nam. Trong 2 năm 1947 và 1948, ông là Thư ký tòa soạn báo Thủ Đô ở chiến khu III với bút danh Nguyễn Anh Chấn. Năm 1949, ông được vào Ban Chấp hành Chi hội Văn nghệ Liên khu 3 và điều lên Việt Bắc làm Thư ký tòa soạn báo Sự Thật với bút danh Trương Công Kích. Một năm sau thì ông giữ chức Trưởng phòng Văn nghệ thuộc Ban tuyên huấn thuộc Tổng cục Chính trị.
Năm 1952, ông làm Tổng Phụ trách Văn Công Quân đội. Trong giai đoạn 1957–1958, ông là Thư ký tòa Soạn của tạp chí Âm nhạc thuộc Hội Nhạc sĩ Việt Nam, ngoài ra còn viết một số bài cho báo Nhân văn Giai phẩm. Từ năm 1959 đến 1960, khi vụ Nhân văn Giai phẩm xảy ra, ông bị đưa đi cải tạo tại Hòa Bình. Sau khi cải tạo về Tử Phác không tìm được một việc làm nào. "Không có sinh kế, vợ con nheo nhóc, sống vất vưởng nhờ tiền trợ giúp của gia đình nội ngoại ở Pháp, đồ đạc trong nhà bán dần dần đến cả chiếc dương cầm, cái hương án... " 
Năm 1982, Tử Phác qua đời vì bệnh ung thư. Vì liên quan đến vụ Nhân văn Giai phẩm mà nhiều tác phẩm của ông không được lưu truyền rộng rãi cho đến ngày nay.

## Tác phẩm

### Ca khúc
- Hò kéo pháo[a][8]
- Tiếng hát quay tơ (1949)[9][10][11]
- Tiếng hát lênh đênh (viết cùng với Lương Ngọc Châu, Tinh Hoa xuất bản năm 1953)
- Gió Hồ Tây (1954)
- Vượt sông Đà
- Chiến thắng Điện Biên
- Thả thuyền giấy
- Đường lên Tây Bắc

### Khác
- Trở về quê cũ (kịch hát)[12]

## Nhận định
Báo Lao động số 11 năm 1998 có bài nhận định về ông như một "nghệ sĩ có tầm vóc văn hoá sâu sắc thuộc số người sớm nhất mở đường "sân khấu hoá" cho một điệu múa dân gian là điệu múa sạp."

## Đời tư
Theo đạo diễn Bạch Diệp thì Tử Phác là "mối tình đầu" của bà khi cả hai đang cùng hoạt động ở Việt Bắc. Tuy nhiên, vợ của Tử Phác là bà Lương Thị Nghĩa (sinh năm 1921), một người nghệ sĩ biểu diễn piano cùng là người Hà Nội và lên Việt Bắc vào năm 1950. Bà Nghĩa là em gái của nhạc sĩ Lương Ngọc Châu, sau khi chồng mất thì bà sang Pháp ở với anh chị và mất vào năm 1985.